# マッサワの戦い (1990年)
第2次マッサワの戦い(だい2じマッサワのたたかい、英語: The Second Battle of Massawa)は1990年に起きた、当時のエチオピア北部にあたるエリトリア州紅海沿岸部（現在のエリトリア・セメナウィ・ケイバハリ地方）の港湾都市、マッサワ周辺で行われた戦闘であり、別名フェンキル作戦（フェンキルさくせん、英語: Operation Fenkil）・フェンキル攻勢（フェンキルこうせい、英語: Fenkil Offensive）とも呼ばれる。これはエリトリア人民解放戦線(EPLF、エリトリア人分離独立勢力のひとつであり民主正義人民戦線の前身)が陸海両面からエチオピア軍に対して行った攻撃である。

## 戦闘

### 作戦
1990年2月8日、EPLFはエチオピア軍の守備隊が駐留するアスマラにからマッサワに至る補給路を遮断した。この突然の攻撃はエチオピア軍の機能を麻痺させ、翌9日午後、EPLFがマッサワ近郊に展開するまでエチオピア軍はまったく対応することができなかった。攻勢開始から3日目の2月10日、エリトリア側部隊はマッサワ近郊の海軍基地を占領した。この時点でマッサワ付近でのエチオピア軍の残存占領地域は島嶼部のみであった。

### 結果
作戦後の攻勢にはEPLFによって結成されたばかりの海軍が活用された。この部隊は多くの部分が小型の哨戒艇によって構成されており、攻撃中に海側から支援を行った。この支援射撃によってEPLF側の装甲車両を含む火器が大陸側から島嶼に持ち込まれた。EPLFによる最初の装甲車両はエチオピア軍守備隊によって撃破されたが、結局島嶼はEPLFによって支配するところとなり、エチオピア軍はギンダに撤退した。
マッサワ失陥後、エチオピア軍はマッサワ市街地に対して空爆を繰り返し、多くの非戦闘員とともにギンダに撤退したエチオピア軍を追撃するエリトリア側戦闘部隊に打撃を与えた。この空爆ではナパーム弾及びクラスター爆弾が使用されている。